# لس بونس
لس بونس (به لاتین: Les Bons) یک روستا در آندورا با جمعیت ۱٬۲۵۲ نفر است که در انکمپ واقع شده‌است.